# Stenolophus relucens
Stenolophus relucens es una especie de escarabajo de tierra del género Stenolophus, tribu Harpalini, subfamilia Harpalinae. Fue descrita científicamente por Erichson en 1843.
La especie se mantiene activa durante los meses de junio, septiembre y octubre.

## Distribución
Se distribuye por Camerún y Costa de Marfil.